# Fabiano da Luz
Fabiano da Luz (Chapecó, 4 de maio de 1974) é um radialista e político brasileiro filiado ao Partido dos Trabalhadores (PT).

## Biografia
É casado com Cristiana da Luz e pai de quatro filhos. É graduado em Administração e pós-graduado em Administração Pública.
Nas eleições de 7 de outubro de 2018 foi eleito pela primeira vez com com 18.474 votos para deputado estadual de Santa Catarina para a 19.ª legislatura, pelo PT, já foi vereador (2004) e prefeito de Pinhalzinho por 8 anos, de (2009 a 2016).
Atualmente, lidera a Bancada do PT, integra a Bancada do Oeste e participa das seguintes Comissões Permanentes:
- Constituição e Justiça;
- Defesa dos Direitos do Idoso - Vice-Presidente;
- Direitos Humanos - Vice-Presidente;
- Proteção Civil;
- Segurança Pública;
- Trabalho, Administração e Serviço Público;
- Turismo e Meio Ambiente - Vice-Presidente.

## Prêmios
- Idealizador do Consórcio Intermunicipal de Asfalto, 2010.
- Segundo Lugar Gestão Ambiental do Brasil, 2011.
- Prêmio Integración Latinoamericano – Mérito Administrativo, em reconhecimento a sua relevante liderança, exemplos, trabalhos, projetos e programas desenvolvidos para consolidar a Integração Educacional no Estado de Santa Catarina, com reflexos positivos nos demais Estados da Federação e países do Mercosul, 2012.
- Prefeito Educador do Brasil, 2012.
- Primeiro Lugar Regional - Prêmio Município Sustentável, 2014.
- Prefeito Empreendedor do SEBRAE de SC, 2015.
- Melhor Programa Agrícola do Estado de SC, 2015.